# Alabes brevis
Alabes brevis är en fiskart som beskrevs av Springer och Fraser, 1976. Alabes brevis ingår i släktet Alabes och familjen dubbelsugarfiskar. Inga underarter finns listade i Catalogue of Life.